# Crotalaria adamsonii
Crotalaria adamsonii är en ärtväxtart som beskrevs av Baker f.. Crotalaria adamsonii ingår i släktet sunnhampor, och familjen ärtväxter. Inga underarter finns listade i Catalogue of Life.